# Mocninná řada
Mocninná řada (jedné proměnné) v matematice je nekonečná řada tvaru
{\displaystyle f(x)=\sum _{n=0}^{\infty }a_{n}\left(x-c\right)^{n}=a_{0}+a_{1}(x-c)+a_{2}(x-c)^{2}+a_{3}(x-c)^{3}+\cdots }
kde {\displaystyle a_{n}} je koeficient {\displaystyle n}-tého členu, {\displaystyle c} je konstanta a {\displaystyle x} se mění v blízkosti {\displaystyle c} (z tohoto důvodu můžeme říkat, že řady mají střed v bodě {\displaystyle c}). Tyto řady obvykle vznikají jako Taylorovy řady nějaké známé funkce.
V mnoha situacích je {\displaystyle c} rovno nule, například u Maclaurinovy řady. Mocninná řada pak má jednodušší tvar
{\displaystyle f(x)=\sum _{n=0}^{\infty }a_{n}x^{n}=a_{0}+a_{1}x+a_{2}x^{2}+a_{3}x^{3}+\cdots .}
Tyto mocninné řady se nejdříve objevily v analýze, ale také se objevují v kombinatorice (pod jménem generující funkce) a v elektrotechnice (pod jménem Z-transformace). Obvyklý desítkový zápis reálných čísel může být také považována za příklad mocninné řady s celočíselnými koeficienty a s pevnou hodnotou argumentu {\displaystyle x={\frac {1}{10}}}. Pojem p-adických čísel v teorii čísel také úzce souvisí s mocninnými řadami.

## Příklady

Exponenciální funkce (modře) a suma prvních členů její Maclaurinovy mocninné řady (červeně).

Každý polynom lze vyjádřit jako mocninnou řadu s libovolným středem {\displaystyle c}, která má většinu koeficientů rovných nule. Například polynom {\displaystyle f(x)=x^{2}+2x+3} může být zapsán jako mocninná řada o středu {\displaystyle c=0} jako
{\displaystyle f(x)=3+2x+1x^{2}+0x^{3}+0x^{4}+\cdots \,}
nebo o středu {\displaystyle c=1} jako
{\displaystyle f(x)=6+4(x-1)+1(x-1)^{2}+}
{\displaystyle 0(x-1)^{3}+0(x-1)^{4}+\cdots \,}
nebo o středu {\displaystyle c}. Mocninnou řadu můžeme považovat za polynom nekonečného stupně, i když mocninné řady obecně polynomy nejsou.
Vzorec pro geometrickou řadu
{\displaystyle {\frac {1}{1-x}}=\sum _{n=0}^{\infty }x^{n}=1+x+x^{2}+x^{3}+\cdots ,}
který platí pro {\displaystyle |x|<1}, je jedním z nejdůležitějších příkladů mocninné řady, stejně jako řada pro exponenciální funkci
{\displaystyle e^{x}=\sum _{n=0}^{\infty }{\frac {x^{n}}{n!}}=1+x+{\frac {x^{2}}{2!}}+{\frac {x^{3}}{3!}}+\cdots ,}
a vzorec pro funkci sinus
{\displaystyle \sin(x)=\sum _{n=0}^{\infty }{\frac {(-1)^{n}x^{2n+1}}{(2n+1)!}}=x-{\frac {x^{3}}{3!}}+{\frac {x^{5}}{5!}}-{\frac {x^{7}}{7!}}+\cdots ,}
platí pro všechna reálná x.
Tyto mocninné řady jsou příkladem Taylorovy řady.
Záporné mocniny nejsou v mocninné řadě povoleny, například {\displaystyle 1+x^{-1}+x^{-2}+\cdots }
se nepovažuje za mocninnou řadu (i když to je Laurentova řada). Podobně ani neceločíselné mocniny jako {\displaystyle x^{1/2}} nejsou povoleny (jsou povoleny u Puiseuxových řad). Koeficienty {\displaystyle a_{n}} nesmí záviset na {\displaystyle x}, takže například:
{\displaystyle \sin(x)x+\sin(2x)x^{2}+\sin(3x)x^{3}+\cdots \,} mocninná řada není.

## Poloměr konvergence
Mocninná řada konverguje pro některé hodnoty proměnné {\displaystyle x} a může divergovat pro ostatní hodnoty. Všechny mocninné řady {\displaystyle f(x)} s mocninami {\displaystyle (x-c)} konvergují v bodě {\displaystyle x=c}. (Správné hodnoty {\displaystyle f(c)=a_{0}} vyžadují interpretaci výrazu {\displaystyle 0^{0}} jako rovnou {\displaystyle 1}.) Pokud {\displaystyle c} není jediný bod, kde řada konverguje, pak vždy existuje číslo {\displaystyle r}, {\displaystyle 0<r\leq \infty } takové, že řada konverguje pro každé {\displaystyle |x-c|<r} a diverguje pro každé {\displaystyle |x-c|>r}. Číslo {\displaystyle r} se nazývá poloměr konvergence mocninné řady; obecně jej lze zapsat jako
{\displaystyle r=\liminf _{n\to \infty }\left|a_{n}\right|^{-{\frac {1}{n}}}}
nebo, ekvivalentně,
{\displaystyle r^{-1}=\limsup _{n\to \infty }\left|a_{n}\right|^{\frac {1}{n}}}
(toto je Cauchyova–Hadamardova věta). Rychlý způsob, jak tento výraz spočítat je
{\displaystyle r^{-1}=\lim _{n\to \infty }\left|{a_{n+1} \over a_{n}}\right|}
pokud tato limita existuje.
Řady konverguje absolutně pro {\displaystyle |x-c|<r} a konverguje stejnoměrně na každé kompaktní podmnožině {\displaystyle \{x:|x-c|<r\}}. To jest, řada je absolutně a kompaktně konvergentní uvnitř disku konvergence.
Pro {\displaystyle |x-c|=r}, nelze obecně říct, zda řada konverguje nebo diverguje. Ale v případě reálných proměnných, Abelova věta říká, že suma řady je spojitá v bodě {\displaystyle x}, pokud řada konverguje v bodě {\displaystyle x}. V případě komplexní proměnné lze pouze prohlásit spojitost podél úsečky začínající v bodě {\displaystyle c} a končící v bodě {\displaystyle x}.

## Operace na mocninných řadách

### Sčítání a odčítání
Když jsou dvě funkce {\displaystyle f} a {\displaystyle g} rozloženy na mocninnou řadu se stejným středem {\displaystyle c}, mocninnou řadu součtu nebo rozdílu funkcí lze získat sčítáním nebo odčítáním po členech. Neboli pokud
{\displaystyle f(x)=\sum _{n=0}^{\infty }a_{n}(x-c)^{n}}
{\displaystyle g(x)=\sum _{n=0}^{\infty }b_{n}(x-c)^{n}}
pak
{\displaystyle f(x)\pm g(x)=\sum _{n=0}^{\infty }(a_{n}\pm b_{n})(x-c)^{n}.}

### Součin a podíl
Pomocí definice uvedené výše pro mocninnou řadu součinu a podílu funkcí platí:
{\displaystyle f(x)g(x)=\left(\sum _{n=0}^{\infty }a_{n}(x-c)^{n}\right)\left(\sum _{n=0}^{\infty }b_{n}(x-c)^{n}\right)}
{\displaystyle =\sum _{i=0}^{\infty }\sum _{j=0}^{\infty }a_{i}b_{j}(x-c)^{i+j}}
{\displaystyle =\sum _{n=0}^{\infty }\left(\sum _{i=0}^{n}a_{i}b_{n-i}\right)(x-c)^{n}.}
Posloupnost {\displaystyle m_{n}=\sum _{i=0}^{n}a_{i}b_{n-i}} se nazývá konvoluce posloupností {\displaystyle a_{n}} a {\displaystyle b_{n}}.
Pro dělení platí:
{\displaystyle {f(x) \over g(x)}={\sum _{n=0}^{\infty }a_{n}(x-c)^{n} \over \sum _{n=0}^{\infty }b_{n}(x-c)^{n}}=\sum _{n=0}^{\infty }d_{n}(x-c)^{n}}
{\displaystyle f(x)=\left(\sum _{n=0}^{\infty }b_{n}(x-c)^{n}\right)\left(\sum _{n=0}^{\infty }d_{n}(x-c)^{n}\right)}
a pak lze použít postup uvedený výše s porovnáváním koeficientů.

### Derivace a integrace
Pokud je funkce zadaná jako mocninná řada, je derivovatelná uvnitř oboru konvergence. Řadu lze snadno derivovat a integrovat člen po členu:
{\displaystyle f^{\prime }(x)=\sum _{n=1}^{\infty }a_{n}n\left(x-c\right)^{n-1}=\sum _{n=0}^{\infty }a_{n+1}\left(n+1\right)\left(x-c\right)^{n}}
{\displaystyle \int f(x)\,dx=\sum _{n=0}^{\infty }{\frac {a_{n}\left(x-c\right)^{n+1}}{n+1}}+k=\sum _{n=1}^{\infty }{\frac {a_{n-1}\left(x-c\right)^{n}}{n}}+k.}
Obě tyto řady mají stejný poloměr konvergence jako původní.

## Analytické funkce
Funkce {\displaystyle f} definované na nějaké otevřené podmnožině {\displaystyle U} množiny {\displaystyle \mathbb {R} } nebo {\displaystyle \mathbb {C} } se nazývá analytická, pokud je lokálně zadaná jako konvergentní mocninná řada. To znamená, že {\displaystyle \forall a\in U} má otevřené okolí {\displaystyle V\subset U}, takové, že existuje mocninná řada o středu {\displaystyle a}, která konverguje k {\displaystyle f(x)} pro {\displaystyle \forall x\in V}.
Každá mocninná řada s kladným poloměrem konvergence je analytická na uvnitř své oblasti konvergence. Všechny holomorfní funkce jsou komplexně analytické. Součty a násobky analytických funkce jsou analytické, stejně jako podíly, pokud je dělitel nenulový.
Pokud funkce je analytická, pak existují její derivace všech řádů, ale opak v reálném případě obecně neplatí. Koeficienty analytické funkce {\displaystyle a_{n}} lze vyjádřit jako
{\displaystyle a_{n}={\frac {f^{\left(n\right)}\left(c\right)}{n!}}}
kde {\displaystyle f^{(n)}(c)} označuje {\displaystyle n}-tou derivaci {\displaystyle f} v bodě {\displaystyle c} a {\displaystyle f^{(0)}(c)=f(c)}. To znamená, že každá analytická funkce je lokálně reprezentovaná svoji Taylorovou řadou.
Obecná forma analytické funkce je zcela určena svým lokálním chováním v následujícím smyslu: pokud {\displaystyle f} a {\displaystyle g} jsou dvě analytické funkce definované na stejné souvislé otevřené množině {\displaystyle U}, a pokud {\displaystyle \forall n\geq 0{\mbox{ }}\exists c\in U,f^{\left(n\right)}\left(c\right)=g^{\left(n\right)}\left(c\right)}, pak platí {\displaystyle f\left(x\right)=g\left(x\right)\forall x\in U}.
Pokud je zadaná mocninná řada s poloměrem konvergence {\displaystyle r}, můžeme uvažovat analytické pokračování řady, tj. analytické funkce {\displaystyle f}, které jsou definované na větších množinách než {\displaystyle \{x:|x-c|<r\}} a souhlasí se zadanou mocninnou řadou na této množiny. Číslo {\displaystyle r} je maximální v následujícím smyslu: vždy existuje komplexní číslo {\displaystyle x} s {\displaystyle |x-c|=r} takový, že žádné analytické pokračování řady nemůže být v bodě {\displaystyle x}.
Rozvoj mocninná řada inverzní funkce analytické funkce může být určena pomocí Lagrangeovy inverzní formule.

## Formální mocninná řada
V abstraktní algebře, lze zachytit podstatu mocninných řad bez omezení na obor integrity reálných nebo komplexních čísel a bez potřeby uvažovat konvergenci. To vede k pojmu formální mocninné řady, který je velmi užitečný v algebraické kombinatorice.

## Mocninné řady více proměnných
Rozšíření teorie je nutné pro diferenciální a integrální počet více proměnných. Mocninná řada je zde definované jako nekonečná řada tvaru
{\displaystyle f(x_{1},\dots ,x_{n})=\sum _{j_{1},\dots ,j_{n}=0}^{\infty }a_{j_{1},\dots ,j_{n}}\prod _{k=1}^{n}\left(x_{k}-c_{k}\right)^{j_{k}},}
kde {\displaystyle j=\left(j_{1},\dots ,j_{n}\right)} je vektor přirozených čísel, koeficienty
{\displaystyle a_{(j_{1},\dots ,j_{n})}} jsou obvykle reálná nebo komplexní čísla, a střed {\displaystyle c=(c_{1},\dots ,c_{n})} a argument {\displaystyle x=(x_{1},\dots ,x_{n})} jsou obvykle reálné nebo komplexní vektory. V obvyklejší multi-indexové notaci lze napsat
{\displaystyle f(x)=\sum _{\alpha \in \mathbb {N} ^{n}}a_{\alpha }\left(x-c\right)^{\alpha }.}
Teorie takových řad je složitější než teorie řad jedné proměnné, se složitějšími oblastmi konvergence. Například mocninná řada {\displaystyle \sum _{n=0}^{\infty }x_{1}^{n}x_{2}^{n}} je absolutně konvergentní na {\displaystyle \{(x_{1},x_{2}):|x_{1}x_{2}|<1\}} mezi oběma hyperbolami. (Toto je příklad log-konvexní množiny v tom smyslu, že množina bodů {\displaystyle (\log |x_{1}|,\log |x_{2}|)}, kde {\displaystyle (x_{1},x_{2})} leží v uvedené oblasti, je konvexní množina. Obecněji můžeme ukázat, že pokud {\displaystyle c=0}, uvnitř oblasti absolutní konvergence je vždy log-konvexní množina v tom to smyslu.) Na druhou stranu, uvnitř této oblasti konvergence můžeme derivovat a integrovat pod symbolem řady stejně jako v případě normální mocninné řady.

## Řád mocninné řady
Nechť α je multi-index mocninné řady {\displaystyle f(x_{1},\dots ,x_{n})}. Řád mocninné řady {\displaystyle f} se definuje jako nejmenší hodnota {\displaystyle |\alpha |} taková, že {\displaystyle a_{\alpha }\neq 0}, nebo {\displaystyle 0} pokud {\displaystyle f\equiv 0}. Speciálně pro mocninnou řadu {\displaystyle f(x)} jedné proměnné {\displaystyle x}, řád {\displaystyle f} je nejmenší mocnina {\displaystyle x} s nenulovým koeficientem. Tuto definici lze jednoduše rozšířit na Laurentovy řady.